# Lygosoma grandisonianum
Lygosoma grandisonianum är en ödleart som beskrevs av  Lanza och CARFI 1966. Lygosoma grandisonianum ingår i släktet Lygosoma och familjen skinkar.
Artens utbredningsområde är Somalia. Inga underarter finns listade i Catalogue of Life.